# Assessor macneilli
Assessor macneilli es una especie de peces de la familia Plesiopidae en el orden de los Perciformes.

## Morfología
• Los machos pueden llegar alcanzar los 6 cm de longitud total.

## Distribución geográfica
Se encuentra en la Gran Barrera de Coral en Australia y Nueva Caledonia.